# Frank Twiss
Sir Frank Roddam Twiss (7 luglio 1910 – 27 gennaio 1994) è stato un ammiraglio inglese.

## Carriera
Nel 1924 entrò nella Royal Navy come cadetto. Durante la seconda guerra mondiale fu ufficiale sull'HMS Exeter, che fu gravemente danneggiata durante la seconda battaglia del Mare di Giava: Twiss fu catturato e fu prigioniero di guerra giapponese per tre anni. Dopo la seconda guerra mondiale divenne capitano della HMS Ceylon.
Fu nominato segretario navale nel 1960 e Flag Officer Flotillas per la Home Fleet nel 1962. Ha continuato a essere Commander-in-Chief, Far East Fleet nel 1965 e Second Sea Lord and Chief of Naval Personnel nel 1967. In tale veste ha vietato la razione di rum a bordo.
Durante la pensione ricoprì la carica di Gentleman Usher of the Black Rod (1970-1978) ed era un membro della Commonwealth War Graves Commission (1970-1979).